# Густафссон, Бенгт-Оке
Бенгт-Оке Густафссон (швед. Bengt-Åke Gustafsson; 23 марта 1958, Карлскуга, Швеция) — шведский хоккеист и тренер.
Один из лидеров сборной Швеции в 1980-х годах на чемпионатах мира и Кубках Канады. Серебряный призёр Кубка Канады 1984. Чемпион мира 1987, 1991. Выступал в НХЛ за клуб «Вашингтон Кэпиталз». В составе австрийского клуба «Фельдкирх» — победитель Евролиги, пятикратный чемпион Австрии.
С 1998 года на тренерской работе. Тренер сборной Швеции с 14 февраля 2005 года. В качестве главного тренера в 2006 году привёл сборную Швеции к золотым медалям зимних Олимпийских игр в Турине и титулу чемпионов мира. Покинул свой пост в 2010 году. C мая по ноябрь 2011 года был главным тренером «Атланта» (Московская область).

## Достижения

### Игрок
сборные Швеции
- Чемпион мира: 1987, 1991
- Серебряный призёр чемпионата мира: 1981
- Бронзовый призёр чемпионата мира: 1979
- Финалист Кубка Канады: 1984
- Серебряный призёр молодёжного чемпионата мира: 1978
- Серебряный призёр юниорского чемпионата Европы: 1976

«Ферьестад»
- Финалист чемпионата Швеции: 1990, 1991

«Фельдкирх»
- Победитель Евролиги: 1997/98
- Чемпион Австрии: 1993/94, 1994/95, 1995/96, 1996/97, 1997/98
- Победитель Альпенлиги: 1995/96, 1996/97, 1997/98

личные
- Обладатель «Золотого шлема» : 1990

### Тренер
сборная Швеции
- Победитель олимпийского хоккейного турнира: 2006
- Чемпион мира: 2006
- Бронзовый призёр чемпионата мира: 2009, 2010

«Фельдкирх»
- Обладатель Суперкубка: 1998
- Победитель Альпенлиги: 1998/99

«Ферьестад»
- Чемпион Швеции: 2002
- Финалист чемпионата Швеции: 2003, 2004

«Лангнау»
- Победитель второго по значимости дивизиона Швейцарии и переходных матчей: 2015

личные
- Хоккейный тренер года в Швеции: 2006